# Roelof Koets

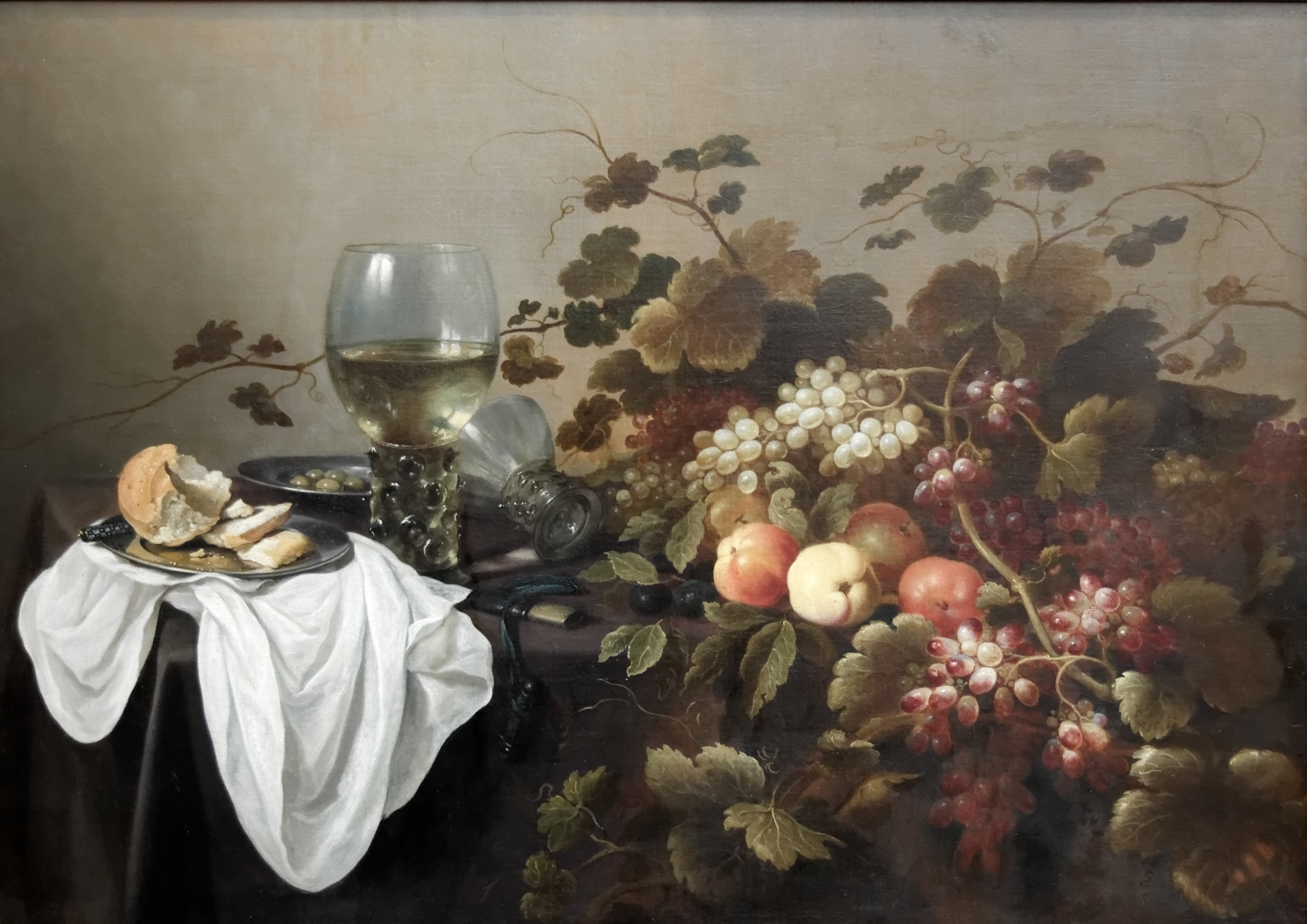
Stilleven met roemer en vruchten, Roelof Koets en Pieter Claesz.

Roelof Koets (Haarlem, ca. 1592 - aldaar, januari 1655) was een Nederlands kunstschilder uit de periode van de Gouden Eeuw. Hij was gespecialiseerd in de vervaardiging van (vruchten)stillevens.
Hij trouwde voor de eerste keer op 6 juni 1627 in Haarlem met Jacobtge Abrahams, en voor de tweede keer op 16 februari 1648 in Haarlem met Belitgen Cornelisdr Venen. Aangezien hij de vader was van Andries Koets (ca. 1622 – ca. 1661), kan hij vóór zijn huwelijk met Jacobtge Abrahams al met iemand anders getrouwd zijn geweest. In 1634 was hij lid van het Sint-Lucasgilde.
Koets behoorde met plaats- en tijdgenoten als Floris van Dyck, Nicolaes Gillis en Floris van Schooten tot de vroegste Hollandse stillevenschilders. Zoals uit de signeringen blijkt, werkte hij regelmatig samen met Pieter Claesz. en ook met Jan van de Velde (III). Koets nam daarbij vooral het afbeelden van de vruchten voor zijn rekening.
Hij was de vader en leermeester van Andries Koets, die eveneens vruchtenstillevens schilderde.
- Biografisch Portaal: 67708305
- Gemeinsame Normdatei: 1019632194
- International Standard Name Identifier: 0000 0000 6983 9446
- RKD-Nederlands Instituut voor Kunstgeschiedenis: 45389
- Union List of Artist Names: 500006367
- Virtual International Authority File: 95719644
- WorldCat: E39PBJxxd7KBR6FGJwW84M9qwC